# FINAL BEST
『FINAL BEST』（ファイナル・ベスト）はLINDBERGの非公認ベスト・アルバム。2002年8月21日発売。発売元はインペリアルレコード。

## 解説
基本的に年代順に収録されている。
「10セントの小宇宙」〜「Dream On 抱きしめて」までの6曲は92年の『FLIGHT RECORDER 1989-1992 -little wing-』再録バージョンで収録。
LINDBERGが解散した2002年8月24日の3日前に発売されたが、非公認作でメンバーは関与していない。
収録曲の選曲はインペリアルレコードよりリリースされた99年の『LINDBERG XII』までで、その後ポリドール、インディーズでリリースされた13 - 15thアルバムは選曲対象外となった。全曲リマスタリング音源。
DISC 2の最後に収録されたメドレーは、本作でしか聴くことが出来ない。

## 収録曲

### DISC 1
1. 10セントの小宇宙(ゆめ)
（作詞:西脇淳子、作曲:平川達也、編曲:LINDBERG / 佐藤宣彦）
『LINDBERG II』より
2. JUMP
（作詞:西脇淳子、作曲・編曲:佐藤宣彦）
『LINDBERG II』より
3. LITTLE WING
（作詞:渡瀬マキ、作曲:川添智久、編曲:LINDBERG / 須貝幸生 / 神長弘一）
『LINDBERG III』より
4. 今すぐKiss Me
（作詞:朝野深雪、作曲:平川達也、編曲:LINDBERG / 井上龍仁）
『LINDBERG III』より
5. BELIEVE IN LOVE
（作詞:渡瀬マキ、作曲:川添智久、編曲:LINDBERG / 須貝幸生 / 神長弘一 / 佐藤達也 / 井上龍仁）
『LINDBERG IV』より
6. Dream On 抱きしめて
（作詞:朝野深雪、作曲:平川達也、編曲:LINDBERG / 須貝幸生 / 神長弘一 / 佐藤達也 / 井上龍仁）
『LINDBERG IV』より
7. I MISS YOU
（作詞:渡瀬マキ、作曲:平川達也、編曲:LINDBERG / 井上龍仁）
『EXTRA FLIGHT』より
8. さよなら Beautiful Days
（作詞:渡瀬マキ、作曲:小柳昌法、編曲:LINDBERG / 井上龍仁）
『FLIGHT RECORDER 1989-1992 -LITTLE WING-』より
9. MINE
（作詞:渡瀬マキ、作曲:平川達也、編曲:下山淳）
『LINDBERG I』より
10. Magical Dreamer
（作詞:渡瀬マキ、作曲:平川達也、編曲:LINDBERG / 井上龍仁）
『LINDBERG V』より
11. 恋をしようよYeah! Yeah!
（作詞:渡瀬マキ、作曲:川添智久、編曲:LINDBERG / 井上龍仁）
『LINDBERG V』より
12. Over The Top
（作詞:渡瀬マキ、作曲:小柳昌法、編曲:LINDBERG / 井上龍仁）
『LINDBERG V』より
13. 胸さわぎのAfter School
（作詞:渡瀬マキ、作曲:平川達也、編曲:LINDBERG / 井上龍仁）
『LINDBERG VI』より
14. 会いたくて -Lover Soul-
（作詞:渡瀬マキ、作曲:川添智久、編曲:LINDBERG / 須貝幸生 / 神長弘一 / 井上龍仁）
『LINDBERG VI』より
15. 君に吹く風
（作詞:渡瀬マキ、作曲:平川達也、編曲:LINDBERG / 須貝幸生 / 神長弘一）
『LINDBERG VI』より

### DISC 2
1. だってそうじゃない!?
（作詞:渡瀬マキ、作曲:川添智久、編曲:LINDBERG / 須貝幸生 / 神長弘一 / 井上龍仁）
『EXTRA FLIGHT II』より
2. 想い出のWater Moon
（作詞:渡瀬マキ、作曲:小柳昌法、編曲:LINDBERG / 須貝幸生 / 神長弘一）
『LINDBERG VI』より
3. 夢であえたら -Do you love me?-
（作詞:渡瀬マキ、作曲:平川達也、編曲:LINDBERG / 須貝幸生 / 神長弘一）
『EXTRA FLIGHT II』より
4. GAMBAらなくちゃね
（作詞:渡瀬マキ、作曲:小柳昌法、編曲:LINDBERG / 須貝幸生 / 神長弘一）
『LINDBERG VII』より
5. 清く正しく行こう
（作詞:渡瀬マキ、作曲:川添智久、編曲:LINDBERG / 須貝幸生 / 神長弘一）
『LINDBERG VII』より
6. さよならをあげる
（作詞:渡瀬マキ、作曲:川添智久、編曲:JOHNNIE FINGERS / LINDBERG / 井上龍仁）
『LINDBERG VIII』より
7. きっと銀の針のような雨が
（作詞:渡瀬マキ、作曲:小柳昌法、編曲:JOHNNIE FINGERS / LINDBERG）
『LINDBERG VIII』より
8. もっと愛しあいましょ
（作詞:渡瀬マキ、作曲:川添智久、編曲:LINDBERG / 井上龍仁）
『LINDBERG IX』より
9. 君のいちばんに…
（作詞:渡瀬マキ、作曲:川添智久、編曲:LINDBERG / 井上龍仁）
『LINDBERG IX』より
10. every little thing every precious thing
（作詞:渡瀬マキ、作曲:川添智久、編曲:LINDBERG / 神長弘一 / 井上龍仁）
『LINDBERG IX』より
11. Green eyed Monster
（作詞:渡瀬マキ、作曲:小柳昌法、編曲:LINDBERG / 神長弘一 / 井上龍仁）
『LINDBERG IX』より
12. YAH! YAH! YAH!
（作詞:渡瀬マキ、作曲:平川達也、編曲:LINDBERG / 神長弘一 / 月光恵亮）
『LINDBERG X』より
13. 風
（作詞:渡瀬マキ、作曲:平川達也、編曲:LINDBERG / 月光恵亮）
『LINDBERG XI』より
14. 願いがかなうように
（作詞:渡瀬マキ、作曲:川添智久、編曲:LINDBERG / 前野知常）
『LINDBERG XII』より
15. 「LINDBERG BEST」 メドレー NONSTOP MIX
今すぐKiss Me→BELIEVE IN LOVE→GAMBAらなくちゃね→胸さわぎのAfter School→風→君のいちばんに…→きっと銀の針のような雨が→Over The Top→Dream On 抱きしめて→every little thing every precious thing→だってそうじゃない!?→恋をしようよ Yeah! Yeah!→LITTLE WING→会いたくて -Lover Soul-→もっと愛しあいましょ